# Twin Star Exorcists: Onmyoji
Twin Star Exorcists: Onmyoji (jap. 双星の陰陽師, Sōsei no Onmyōji) ist eine Manga-Serie von Yoshiaki Sukeno, die von 2013 bis 2024 in Japan erschien. Sie wurde in mehrere Sprachen, darunter Deutsch, übersetzt und 2016 als Anime-Fernsehserie adaptiert.

## Inhalt
Der Schüler Rokuro Enmadō hat übernatürliche Fähigkeiten und einen Talisman, die ihn zu einem Onmyoji machen, der die Unreinen bekämpfen soll. Doch nachdem diese die Residenz Hiinatsuji angegriffen haben und Rokuro der einzige Überlebende war, weigert er sich weiter den Weg eines Onmyoji zu gehen und will lieber irgendetwas anderes werden. Doch bei allem, was er versucht, scheitert Rokuro, und auch bei den Mädchen hat er keinen Erfolg. Eines Tages aber tritt Benio Adashino in sein Leben, die ebenfalls Onmyoji ist. Sie soll gemeinsam mit ihm trainieren und ihn eines Tages heiraten. Denn beide sind die stärksten Kämpfer ihres Clans und sollen einen noch stärkeren Onmyoji hervorbringen. Zunächst aber müssen sich beide auf den Kampf gegen die Unreinen konzentrieren. Die Umstände haben Rokuro überzeugt, dass er seine natürliche Begabung nutzen und doch Onmyoji werden sollte.

## Veröffentlichung
Der Manga erschien zwischen November 2013 und September 2024 im Magazin Jump Square beim Verlag Shūeisha. Dieser brachte die Kapitel auch in insgesamt 35 Sammelbänden heraus. Diese verkauften sich in Japan je über 75.000 Mal.
Eine deutsche Übersetzung der Serie erscheint seit März 2016 bei Planet Manga in bisher 28 Bänden (Stand April 2025). Viz Media bringt eine englische Fassung heraus, Kazé eine französische, Norma Editorial und Tong Li Publishing eine chinesische.

## Animeserie
Bei Studio Pierrot entstand 2016 eine Adaption des Mangas als Anime für das japanische Fernsehen. Regie führte Tomohisa Taguchi und Hauptautor war Naruhisa Arakawa. Das Charakterdesign entwarf Kikuko Sadakata und die künstlerische Leitung lag bei Junichi Higashi und Yuki Maeda.
Die 50 je 25 Minuten langen Folgen wurden vom 6. April 2016 bis 29. März 2017 von den Sendern AT-X, Aichi TV, TV Hokkaido, TV Ōsaka, TV Setouchi, TV Tokyo und TVQ Kyushu erstmals gezeigt. Eine Fassung mit englischen Untertiteln wurde von Animax Asia ausgestrahlt und von der Plattform Crunchyroll online veröffentlicht. Crunchyroll brachte die Folgen in weiteren Sprachen heraus, darunter auch Deutsch.

### Synchronisation
| Rolle              | japanischer Sprecher (Seiyū) |
| ------------------ | ---------------------------- |
| Benio Adashino     | Megumi Han                   |
| Rokuro Enmadō      | Natsuki Hanae                |
| Arima Tsuchimikado | Daisuke Namikawa             |

### Musik
Die Serienmusik wurde komponiert von Mikio Endo. Die Vorspanntitel sind:
- Valkyrie -Ikusa Otome- (Valkyrie -戦乙女-) von Wagakki Band
- Re:Call von i☆Ris
- sync von lol
- Kanadeai von Itowokoashi

Die Abspanne wurden mit folgenden Liedern unterlegt:
- 15 von Girlfriend
- Valkyrie -Ikusa Otome- von Wagakki Band
- Eyes (アイズ) von Hitomi Kaji
- Yadori-boshi (宿り星) von Itowokashi
- Hide and Seek von Girlfriend
- Hotarubi von Wagakki Band

Während der Folgen wurden außerdem die Lieder Gekioko☆Guilty (激おこ☆Guilty) von Yūki Wakai und Valkyrie -Ikusa Otome- (Valkyrie -戦乙女-) von Wagakki Band eingesetzt.